# Temporada 92-93
Temporada 92–93 és un curtmetratge d'Alejandro Marzoa Blasco, estrenat el 12 de març de 2007. Fou produït per Escándalo Films i l'Escola Superior de Cinema i Audiovisuals de Catalunya.

## Argument
Quan el Real Club Celta de Vigo està a punt de baixar a Segona Divisió a falta de deu minut perquè acabi el partit decisiu, dos amics viuen una tarda de sentiments i emocions conflictives per culpa del seu equip.

## Repartiment
- Miguel de Lira
- Carlos Blanco
- Inma Ochoa
- Marisa Duaso
- Eduard Cazorla
- Roger Vilà
- Pepe Domingo Castaño (veu)
- Paco González (veu)

## Premis
- XIII Mostra de Cinema Llatinoamericà de Lleida: Premi "Altres propostes" (grup Segre)[2]
- Premi al millor curtmetratge al Festival Redondela en Curto.[3]
- Premi d'honor, millor direcció i millor interpretació masculina al XXX Festival Internacional de Cinema Independent d'Elx.[4]
- Premi al millor actor al Festival de Cinema de l'Alfàs del Pi[5]